# کیکو (مراکش)
کیکو (به فرانسوی: Guigou) یک شهرک در مراکش است که در استان بولمان واقع شده‌است. کیکو ۷٬۹۷۶ نفر جمعیت دارد.